# Kevin Maguire

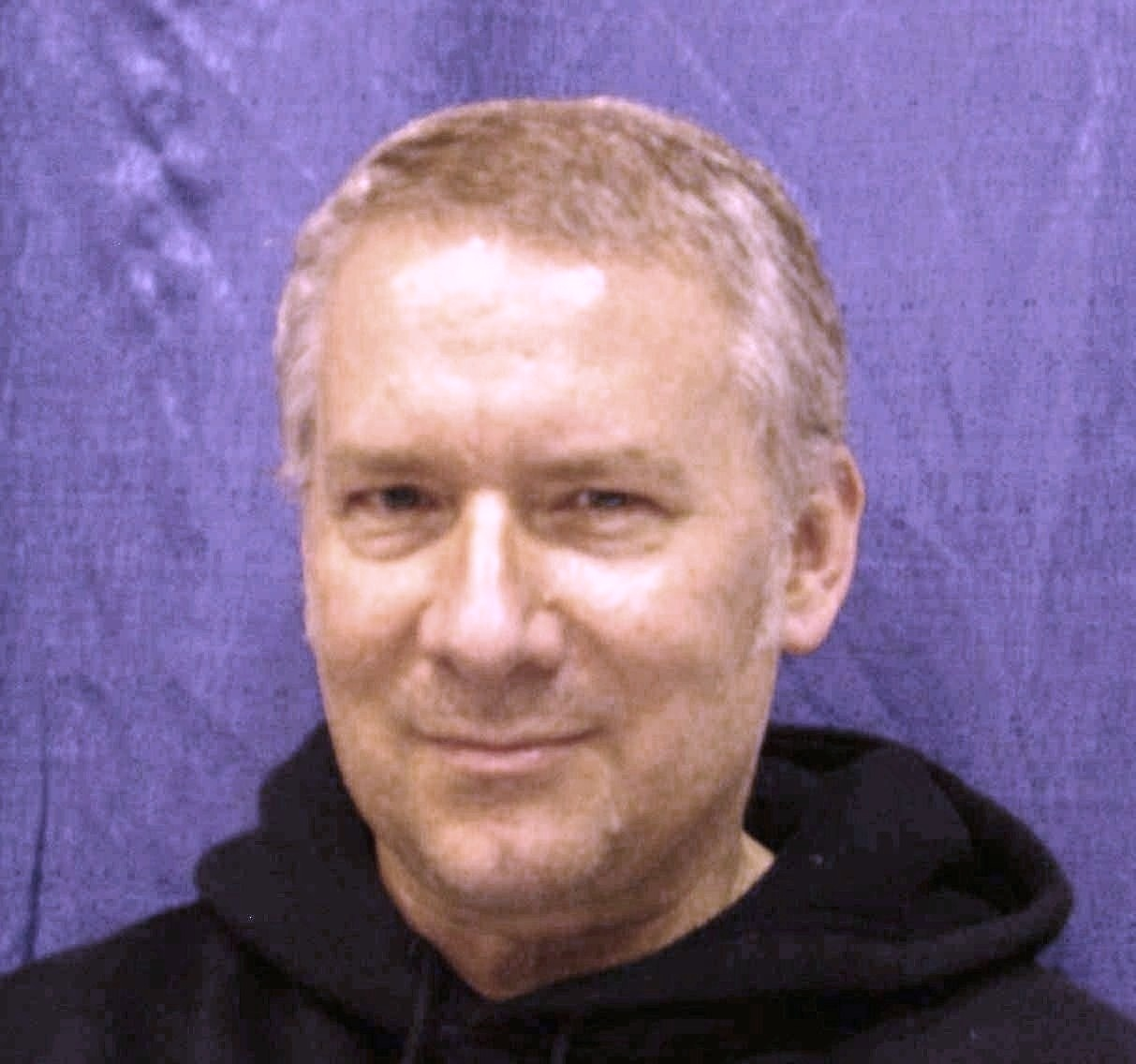
Kevin Maguire

Kevin Maguire é um artista de histórias em quadrinhos norte-americano, mais conhecido por seu trabalho como ilustrador da série Liga da Justiça no final dos anos 80.
Ele é colaborador frequente do time de escritores Keith Giffen e J.M. DeMatteis (Liga da Justiça Internacional), assim como de Fabian Nicieza (Capitão América, X-Men). Sua arte é notada por conter expressões faciais de efeito humorístico.
Em 1988 Maguire recebeu o prêmio Russ Manning de “Artista Revelação”. Já em 2004, recebeu com Giffen, DeMatteis e Joe Rubinstein, o Prêmio Eisner de "Melhor publicação de humor" por Formerly known as the Justice League.
Entre as séries em que ele participou estão Liga da Justiça (1987), As Aventuras do Capitão América: Sentinela da Liberdade (1991), Os Novos Titãs (1992), StrikeBack! (1995), JLA: Created Equal (2000), X-Men Forever (2001), Já Fomos a Liga da Justiça (2004) e JLA Unclassified (2005), esta duas últimas com os ex-membros da Liga da Justiça Internacional que formaram a equipe paródica dos Superamiguinhos.
Em 2005 ele voltou a trabalhar com Giffen e DeMatteis, desta vez em uma versão atualizada dos Defensores da Marvel Comics.